# Homalium rubriflorum
Homalium rubriflorum är en videväxtart som beskrevs av Herman Otto Sleumer. Homalium rubriflorum ingår i släktet Homalium och familjen videväxter. Inga underarter finns listade i Catalogue of Life.